# キャドワラ
キャドワラ（Caedwalla, 古英語：CÆDVVALLA CENBRYHTING VVESTSEAXNA CYNING, 羅: CÆDVVALLA REX SAXONVM OCCIDENTALIVM, 659年 - 689年4月20日）は七王国時代の西サクソン人の領土を治めた人物で、後世ウェセックス王国の王として列せられている（在位：685年 - 688年退位）。彼自身も西サクソン人の出自であるとされるが、その名はブリトン起源の「カドワロン (Cadwallon)」から来ている。古英語で書かれた彼の名は未だ日本語での発音は一定しておらず、資料によってはカドワラ、ケドワラとも記載される事がある。

## 生涯
彼が幼少の頃にウェセックスはサセックスに攻撃を仕掛け、サセックス王エゼルワルホを亡き者にしたものの、配下のエアルドルマンを懐柔できなかったために政権を保つ事ができず追放の身となった。685年ないし686年に彼はウェセックス王位に即位、ウェセックスに関する最初期の記録によればキャドワラの治世までウェセックスの統治は副王によるものとされているためにキャドワラはこの時代の敵対勢力を圧倒した可能性が示唆されている。
キャドワラの即位後、ウェセックスはサセックスに進撃、大いに領土を広げワイト島に侵攻、現地を支配する勢力を一掃し勢力下に納めた。またサリー州とケント王国の支配力を強め、686年には弟のムルをケント王として擁立、翌年ムルが反乱で殺されるとキャドワラはケントへ出征、その後ケント王国を直接統治したものと思われる。
キャドワラはワイト島出征時に負傷し、これがきっかけとなって688年に退位する。その後キリスト教の洗礼を受けるためにローマへ赴き翌年689年4月に到着、復活祭前の土曜日に同地で洗礼を施され、10日後の4月20日に没した。王位はイネに引き継がれた。

## 資料
ウェセックスに関する大部分の資料として『イングランド教会史』が挙げられる。この書はノーサンブリアの学僧ベーダ・ヴェネラビリス（以下「ベーダ」と略す）によって731年に執筆された。キャドワラに関する情報はウィンチェスターの司教ダニエルによって膨大な情報がもたらされた。ベーダは西サクソンのキリスト教化に多大な関心を寄せており、その教会の歴史を綴る過程でキャドワラに彼の執筆を通じてかなり光が当たる事となった 。同時代の文献「ウィルフリド伝」もまたキャドワラを言及している。また別の有力な資料としてアングロサクソン年代記も挙げられる。これは9世紀後半にウェセックスのアルフレッド大王によるものと思われる個々の年代を編纂した文献で、年代記とともに歴代の西サクソン王を列記した「西サクソン王族系譜目録」が記載されている。また一部には信憑性が疑わしいものも含まれているものの、彼による勅書のうち6つが現存している。この勅書では王が支持者に下賜したり、教会に寄進した土地の記録が記されており、イングランドにおける最初期の文献として現代に伝わっている。

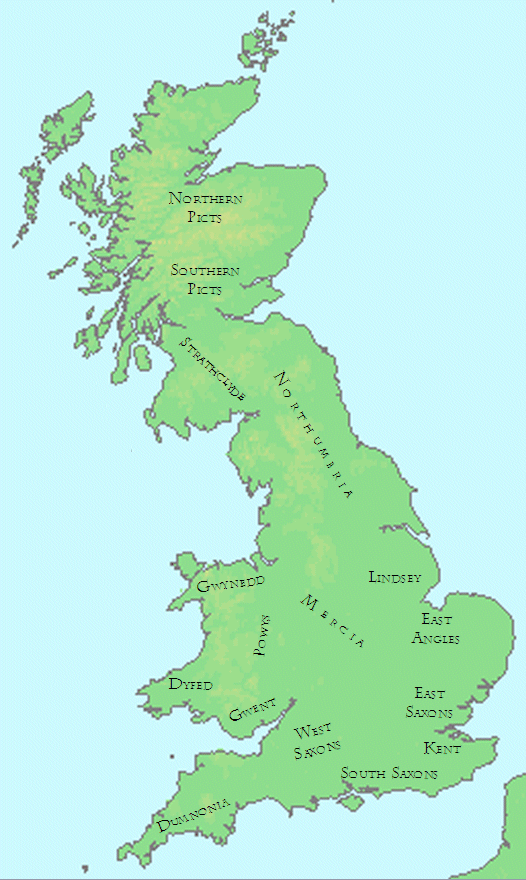
7世紀末のイングランド勢力分布図

## 西暦680年代の西サクソン領（キャドワラ即位時の時代背景）
9世紀末、西サクソンはイングランド南西部を占領した。この地はどこにあるか現在では特定できていないが、これにより西サクソン領土の西はブリトン人の住むドゥムノニア（現在で言えばデヴォン州とコーンウォール州）となり、北にはウルフヘレが統治するマーシア王国と国境を接する事となった。674年王位はウルフヘレから軍事行動に消極的な兄弟エゼルレドに代わり、北部は以前より脅かされる事は少なくなった。にもかかわらず西サクソンはウルフヘレが起こした戦乱の傷跡からいまだ立ち直ってはいなかった。この時代の西サクソンは南東部に南サクソン（後のサセックス王国）が隣接しており、東にはロンドンを抑えていた東サクソンと隣接していた。
。
アングロサクソン年代記は全ての地域を記述しているわけではないが、明らかに当時の西サクソンの紛争地域はサマセット州北部、グロスターシャー州南部、ウィルトシャー州北部で、ブリトン人、マーシア勢力と対立していた。西部南部での西サクソンの伸張を示す証拠として642年から673年に王位に就いたチェンワルホ、チェントウィネ（676-685)が挙げられよう。チェンワルホはサクソン人として初めてドーセット州のシャーボーン修道院の庇護者となり、チェントウィネはサクソン人で初めてサマセット州のグラストンベリーの庇護者となった。従ってこの地は既に西サクソン領となっていた事を示している。西サクソンの庇護を受けた聖ボニファティウスはこの時代に教育を受けていた事からデヴォン州のエクセターは680年には西サクソンの勢力下に入ったものと思われる。

## 出自
ベーダによれば、キャドワラは「ゲウィセの王族の中で愛すべき若者であった」と言い、彼が没した689年の時点で齢30であったと伝えている。ここから彼の生年は659年と推測できる。この「ゲウィセ」という固有名詞を彼は西サクソンを指しており、西サクソンの系譜では伝説と思われる始祖ゲウィスから由来している 。アングロサクソン年代記ではキャドワラはコエンベルートの息子とされており、チェウリンを通じてゲウィセの人々をイングランドへと導いたチェルディッチの子孫とされる。しかしながら後年それぞれの王をチェルディッチの子孫としようと画策したために王族系譜目録の中で問題や矛盾が生じている。従ってキャドワラの系譜をそのまま鵜呑みにする事はできない。彼の名前はブリトン人の「カドワロン(Cadwallon)」をアングロサクソン化した名前である事から、ブリトン系の出自である事も示唆されている。

## サセックスでの動乱
キャドワラの名が最初に登場するのは『聖ウィルフリド伝』においてであり、ここでは彼はチルターンとアンドレッドの森で亡命の身となっている貴人として描かれている。このように7世紀の七王国時代では王族が王位にのぼる前に亡命生活を送る事はさして珍しい事ではなかった。別の例としてはノーサンブリア王国のオスワルドの亡命生活が挙げられる。アングロサクソン年代記では685年の項目にキャドワラが「王位を目論み始めた」と書かれている 。亡命の身でありながら彼は軍を召集する事に成功しサセックス王のエゼルワルホを殺害、しかしすぐに彼は王のエアルドルマンであったベルスムとアンドフンにより追放されてしまう。その後彼らエアルドルマンたちはサセックスを王たちとして統治したものと考えられている。
この当時、ワイト島とメオン渓谷、現在のハンプシャー州東部にあるこの地域はマーシア王ウルフヘレの圧力のもとサセックス王エゼルワルホの手に渡っていた。年代記の記述では661年、しかしベーダはこの動乱を680年代に行われた聖ウィルフリドの南サクソン人への伝道時期よりも「遠い過去でない時期」と記し、年代記の記述よりも後である事を示唆している。仮にこの動乱が680年の初頭に行われたのであれば、エゼルワルホ殺害の張本人キャドワラの動機がマーシア王国の圧力に対する反応によるものである事が説明できる。
別の視点でこの時代の政治的軍事的状況を見てみると、660年代にドルチェスター司教座が西サクソンから分離している事が挙げられる。新しい司教座はウィンチェスターに設けられ、これは南サクソンとの境界に極めて近かった。ベーダが説明するには当時の王チェンワルホはドルチェスター司教が説くフランク様式の説法に辟易していたからとしているが、実質はこの分離はむしろマーシア王国の侵略が原因で西サクソンが他の地域での侵攻を余儀なくされたためと考えられている。キャドワラの軍事行動もそのように北部よりも西部、南部、東部へとなっている
。キャドワラの軍事行動の成功は、従来の「ゲウィセ」から「西サクソン」へと名称で同時代の資料に綴られる理由になったものと考えられている。この時代から西サクソンは他のアングロサクソン人を支配下に置く事になる。

## 登位と治世
685年ないし686年にキャドワラは先代チェントウィネが退位した後を受けて王になった。ベーダはキャドワラの治世は2年で、688年には治世が終わると書いているが、彼の治世が3年足らずであるならば、685年には既に王位に就いていた可能性がある。西サクソン王族系譜目録では彼の統治は3年とし、異なる見方では2年ともしている。
ベーダによると、キャドワラの治世の前にはウェセックスは副王のもとで統治がされていたが、キャドワラが征服、これを退け王となったと言う。ベーダは明言していないが、この記述は現在ではキャドワラ本人が副王の統治時代を終息させたと取られている。ベーダは、チェンワルホが没した後の10年間は西サクソンが副王たちによって支配された時代としている。現時点ではチェンワルホは673年頃に没したと考えられており、キャドワラの年表と若干食い違っている。一説としてキャドワラの先代であるチェントウィネは共同統治者から始まったが、キャドワラが単独統治者になった時に彼も独立した王となったという意見がある。別の説ではその副王たちはチェントウィネとキャドワラと争った別の西サクソン王族の系譜を指しているのではとも言う。「副王」という表現はベーダに西サクソンの情報を伝えたウィンチェスター司教ダニエルの贔屓目の表現方法とする説もある。また全ての副王が排除されたとは限らない。双方とも一部の歴史家には疑われているが、サマセット州とウィルトシャー州の西部を支配した王ベアルドレドは2つの土地の下賜を、一方は681年、もう一方は688年に受けている。さらに状況を困惑させるのは、別の土地の寄進でウェセックス王とされるイネの父親がイネの王位継承後もその土地を支配していたという明瞭な下賜の記録がある。
王になるやキャドワラはすぐに南サクソンへ再び進軍、この時彼を追放したベルスムを殺害、「この地は服従という最悪の事態となった」と伝わる。キャドワラはまたワイト島へも侵攻、この地はいまだ独立した異郷の王国であったが、キャドワラはこの地に住むものを皆殺しにし、自らの民をこの地に移住させたと言う。この地の王アルワルドは後継者として二人の幼い兄弟を指名して死んだが、島を離れていたが、ストーンハムで発見されキャドワラの命で殺されたと言う。キャドワラは、しかしながら司祭に説得され処刑の前に二人に洗礼を施しキリスト教徒として死ぬ事を許したと言う。またベーダによれば、キャドワラはこの時傷を負ったと言い、司祭が洗礼を施す許可を乞いに訪れた時に傷は癒えかけていた頃だったと言う。
688年の勅書には、キャドワラは教会のためにファーナムの土地を下賜した。すなわちキャドワラがサリー州を支配下に置いていた事になる。彼はまたケントにも686年に侵攻、ロチェスター北東部、メッドウェイ川とテムス川の間にあるフーという場所に修道院を建立したとも言う。彼はケント王エアドリッチに代わる王として弟のムルを擁立する。しかしケント人の反乱の際に弟ムルは配下の者12人と「焼かれた」とアングロサクソン年代記は伝えている。キャドワラはケントへの戦役を復活させる事で反応、この地を荒廃させ混乱させた。彼はこの侵攻でケント王国を直接統治した可能性もある。

## 洗礼
王位に就いた時もキャドワラはキリスト教には帰依しておらず、彼の治世の間もまたそうであった。しかし彼が異教徒であったという記述は必ずしもとても適切な表現とは言いがたい。彼が信条としてキリスト教であったが、キリスト教徒になる通過点である洗礼を許される時まで遅らせていたとも考えられる。彼が教会を尊重していたのは明らかであり、勅令ではキリスト教の建物の寄進を何回も行っている事がはっきりと見て取れる。キャドワラが南サクソンに侵攻した時、ウィルフリドはエゼルワルホの王宮に出仕していた。そしてエゼルワルホの死後にウィルフリドはキャドワラに接触している。「ウィルフリド伝」ではキャドワラは彼を精神的な父親として見ていたとしている。ベーダは、キャドワラはワイト島の征服が完了した暁には4分の1を教会に寄進する事、その寄進はウィルフリドに下賜される事を誓約したと伝えている。ベーダはまたキャドワラはワイト島の支配者であったアルワルドの相続者が処刑される前に洗礼を施す事を許したと伝えている。彼の施した勅書のうち2つはウィルフリドへの寄進のものであり、またサセックスの教会体制の設立に努めるウィルフリドと東サクソンの司教エオルチェンワルドのために彼が何度も協力した証拠がある。しかし、ウィルフリドがキャドワラの世俗的、軍事的な影響力を及ぼしたという証拠はない。
ウィルフリドのキャドワラへの協力は違う形でよい影響を与える事となったとも考えられている。「ウィルフリド伝」ではカンタベリー大司教テオドレはウィルフリドが自分の大司教座の後を継いでくれるようにと強調して述べられており、この記述が本当であるならば、ウィルフリドがキャドワラが南方への宗主権を及ぼすのに影響を与えていた事を反映していると考えられる。

## 退位、洗礼、そして死
688年、キャドワラは退位し、ローマへと巡礼の旅に出立した。恐らくはワイト島攻略の際に追った傷がもとで死を悟ったからであろうと思われている。彼は洗礼を受けた事はおらず、ベーダが言うには、「祝福されたキリストの使徒の神殿にて洗礼の清めを受けるという特権を」望んだという。途上彼はフランスのカレー近郊のサメー(Samer)に立ち寄り、この地の教会の設立に必要な金銭を与えた事、現在では北イタリア、ランゴバルド人の王クニペルトの王宮に立ち寄った事が分かっている 。ローマでは教皇セルギウス1世のもとで（ベーダによれば）復活祭前の土曜日洗礼を施され、洗礼名としてペテロの名を授かり、すぐに「いまだ洗礼の白衣をまとった姿で」没したと伝わっている。遺体は聖ペテロ教会にて埋葬されたと言う。ベーダの『イングランド教会史』と『アングロサクソン年代記』ともに彼の命日は4月20日と伝えているが、後者のみキャドワラは洗礼の7日後に没したと伝えている。この年の復活祭前の土曜日は4月10日になるので、若干ずれがある。彼の墓碑には「サクソン人の王」と書かれていたと言う"。
キャドワラが688年に出立している事からイングランド南部は社会的に不安定となったと思われる。キャドワラの後継者イネは726年に退位、西サクソン王族系譜目録ではイネの統治は37年との事より、彼の登位は688年ではなく689年となる。この事はキャドワラの退位からイネの登位までの間に不安定な時期があった事が示唆されている。688年、ケント王国の王位は再び変わり、明らかにマーシア王国の庇護下にあるオスウィネが王位に登る。そしてケント王国はキャドワラ退位後は東サクソンの影響を受けるようになった。